# Leucania leucophlebia
Leucania leucophlebia là một loài bướm đêm trong họ Noctuidae.